# Bertrand Brazylijski
Bertrand Orleański-Bragança, właściwie: Bertrand Maria José Pio Januário Miguel Gabriel Raphael Gonzaga de Orléans e Bragança (ur. 2 lutego 1941 w Mandelieu-la-Napoule, Francja) jest obecnym pretendentem do tytułu cesarza Brazylii od 2022 roku, będąc spadkobiercą cesarza Piotra II. Urodził się jako trzeci syn księcia Piotra Henryka Brazylijskiego, i księżniczki Marii Elżbiety Bawarskiej (1914–2011), córki księcia Franciszka Marii Wittelsbacha i księżniczki Isabelli von Croÿ.
Bertrand jest prawnukiem Izabeli Brazylijskiej, księżniczki cesarskiej, najstarszej córki ostatniego cesarza Piotra II. Jego starszymi braćmi są Ludwik (I) (1938–2022) – głowa cesarskiej rodziny (w latach 1981–2022) oraz książę Eudes Orleański-Bragança, który zrzekł się w imieniu swoim i swoich potomków wszelkich praw do tronu, aby móc poślubić kobietę nieurodzoną w szlachetnym rodzie.
Według brazylijskich monarchistów Bertranda należałoby tytułować: Jego Cesarska i Królewska Wysokość, Książę Cesarski Brazylii, Dom Bertrand Orleański-Bragança (w języku portugalskim: Sua Alteza Imperial e Real, Princípe Imperial do Brasil, Dom Bertrand de Orléans e Bragança).

## Młodość
Bertrand podobnie jak jego dwaj starsi bracia urodził się we Francji. Razem z rodziną powrócił do ojczyzny, dopiero po 1945 roku. Osiedli wtedy w okolicy Rio de Janeiro, a potem w Parana – tam Bertrand spędził swoje dzieciństwo. Kiedy skończył 18 lat, poszedł na uniwersytet w São Paulo, gdzie studiował prawo. W São Paulo mieszka do dzisiejszego dnia.

## Dziedzictwo
Bertrand jest tradycjonalistycznym katolikiem. Nigdy się nie ożenił i nie ma potomstwa. W razie jego śmierci następcą tronu zostanie jego młodszy brat – książę Antonio Orleański-Bragança, który poślubił belgijską księżniczkę Christinę de Ligne i dlatego nie stracił praw dynastycznych.
Bertrand i jego starszy brat – Ludwik (1938–2022), obaj byli zaangażowani w działalność ruchu monarchistycznego w Brazylii. Obaj odegrali pierwszoplanowe role w czasie kampanii plebiscytowej w 1993 – plebiscyt, który stanowił najbardziej realną szansę na przywrócenie monarchii w Brazylii, po obaleniu jej w 1889. W czasie plebiscytu ludzi zapytano, jaką preferują formę rządów (prezydencką czy parlamentarną) i jaką formę państwa (republikę czy monarchię konstytucyjną). Monarchiści przegrali w plebiscycie, ale otrzymali zaskakująco dużą liczbę głosów – ponad 20%.
15 lipca 2022 po śmierci swojego brata Ludwika, został głową cesarskiej rodziny Brazylii i pretendentem do tronu tego kraju.

## Odznaczenia
- Krzyż Wielki Cesarskiego Orderu Naszego Pana Jezusa Chrystusa[2][3]
- Krzyż Wielki Cesarskiego Orderu Świętego Benedykta z Aviz[2][3]
- Krzyż Wielki Cesarskiego Orderu Świętego Jakuba od Miecza[2][3]
- Krzyż Wielki Cesarskiego Orderu Krzyża Południa[2][3]
- Krzyż Wielki Cesarskiego Orderu Piotra I (order domowy)[2][3]
- Krzyż Wielki Cesarskiego Orderu Róży (order domowy)[2][3]
- Baliw Krzyża Wielkiego Orderu Konstantyńskiego Świętego Jerzego[2][3]
- Baliw Krzyża Wielkiego Honoru i Dewocji Zakonu Kawalerów Maltańskich[2]